# 瓦尔高
瓦尔高是德国巴伐利亚州的一个市镇。总面积33.96平方公里，总人口1400人，其中男性714人，女性686人（2011年12月31日），人口密度41人/平方公里。